# クイント・デイヴィス
クイント・デイヴィス (Quint Davis 1947年11月5日 - ニューオーリンズ生まれ）は、米国ルイジアナ州ニューオーリンズを拠点に活動するフェスティバル・プロデューサー、ディレクターである。特にジョージ・ウェインが設立したニューオーリンズ・ジャズ&ヘリテッジ・フェスティバル（ジャズフェス）のプロデューサーとして知られている。デイヴィスは、ジャズフェスの初回開催時の1970年より、その企画運営に関わっている。彼はジャズフェスの企画運営を担当する企業、フェスティバル・プロダクションズ・ニューオーリンズ社のCEOを務めている。

## 来歴
デイヴィスは、1947年、3人兄弟の長男としてニューオーリンズに生まれた。本名、アーサー・クェンティン・デイヴィス・ジュニア。彼の父親は建築家で、彼の会社はルイジアナ・スーパードーム、ニューオーリンズ・アリーナといった、著名な建造物を手掛けている。
デイヴィスは、チューレーン大学に進学し、演劇と音楽民族学を専攻した。在学中、デイヴィスはジャズフェスの共同作業者を探していたウェインと出会い、大学を退学し、フェスティバル・プロデューサーの道を歩み始める。第一回のジャズフェスは、ルイ・アームストロング公園のコンゴ・スクウェアで開催された。
デイヴィスは、またプロフェッサー・ロングヘアのマネージャーや、デューク・エリントン、マッコイ・タイナー、B.B.キングといったアーティストたちのツアー・マネージャーも担当するようになった。
1989年には、彼のプロデュースしたプロフェッサー・ロングヘアのアルバムHouseparty New Orleans Styleがグラミーのベスト・トラディショナル・ブルース・レコーディング部門賞を受賞している。
デイヴィスは、1993年、ビル・クリントンが米国大統領に就任した際の就任イベントの一つであるアメリカズ・リユニオン・オン・ザ・モールのプロデューサーも務めている。
今日もディヴィスは、ジャズフェスの企画運営において、主導的な役割を果たしている。また、彼は同フェスティバルの広報担当的な役割も担っており、メディアにも登場し、フェスティバルではMCも務めている。
ジャズフェス以外に、デイヴィスは同じくニューオーリンズで開催される音楽祭、エッセンス・ミュージック・フェスティバルのプロデュースも担当している。